# Lady Isle
Ne doit pas être confondu avec Lady's Holm.
Lady Isle est une petite île inhabitée, dans le Firth of Clyde dans le comté de Ayrshire  en Écosse. L'île dispose d'une source d'eau douce et d'un phare géré par la Northern Lighthouse Board.

## Géographie
Lady Isle se trouve à environ 3,2 km au sud-ouest du village portuaire de Troon. L'île mesure environ 0,6 kilomètre sur sa longueur et s'élève à une hauteur maximale de seulement 6 mètres. À mi-marée, on peut apercevoir  les rochers Scart Rocks  et Seal Rock qui sont associés à Lady Isle.  L'île se trouve dans la paroisse de Dundonald dans le South Ayrshire. 

## Chapelle Sainte-Marie
Une chapelle, du XVe siècle, dédiée à Marie a été construite au centre le l'île. Celle-ci n'existe plus, les pierres récupérées ont dû servir à la construction d'une balise de signalisation maritime.

## Phare
L'île abrite un phare d'un type particulier construit en 1903 sur le site des anciennes balises en pierre.